# UCCブラック・無糖
UCCブラック・無糖（ユーシーシーブラック・むとう）は、UCC上島珈琲から発売されている缶コーヒーのブランドの一つである。本項ではこの姉妹商品にあたるUCCブラック・無糖RICH（ユーシーシーブラック・むとうリッチ）、UCCカフェブルーノ・無糖（ユーシーシーカフェブルーノ・むとう）およびUCC THE CLEAR 無糖MILK（ユーシーシー ザ クリア むとうミルク）、UCC THE CLEAR 砂糖ゼロ（ユーシーシー ザ クリア さとうゼロ）、UCC THE COFFEE（ユーシーシー ザ コーヒー）についても便宜上記述する。

## 概要
サントリー（現・サントリーフーズ）から発売された缶コーヒー「BOSS」を発端に、缶コーヒー競争が起こった1990年代最中の1994年に発売。各社がキレ味・香り・ブランドイメージを追求し、こぞって競争を激化させてゆく中、UCCは同社の特許によるTTND製法により、高温で抽出したコーヒーを高速冷却し、缶に充填させると共に、同じく同社が特許を持つアロマフリージング製法により、抽出された香りを缶の中に閉じ込めるという独自の製法で製造されている。
発売当初から爆発的な人気を得ると共に、無糖・ミルク無しの缶コーヒーでは一大ブランドに成長。自販機のみならずスーパーやコンビニエンスストアなどでも販売され、現在のUCCを代表する製品となっている。
かつては自販機事業を持ち、多くのCMが放映されていたUCCの中にあって、現在まで唯一CMが放映され続けている製品でもある。

## 製品ラインアップ
- 185g缶（レギュラーサイズ）
- ペットボトル（900ml、1000ml）
- プラチナアロマ（リキャップ缶、300g・350g）
- 紙パック（200ml）- 2016年4月現在絶版
- チルドタイプ（200ml）- 2016年4月現在絶版

## CM
BGMは1994年の発売当初から、ディープ・パープルの「ブラック・ナイト」を起用している。その他、1996年に当時宝塚歌劇を退団して間もない天海祐希がバイクに乗って登場したCMでは、サンタナの「ブラック・マジック・ウーマン」がBGMに起用された。
キャッチコピーは「DRINK IT BLACK」。これはローリング・ストーンズの「黒くぬれ! (PAINT IT BLACK)」のもじりだといわれている。久須美 雅士は、このキャッチコピーと「ブラック・ナイト」というハードロックらしい組み合わせが購入層に気に入られたのだろうと2004年に「All About」に寄せた記事の中で分析している。

## UCCブラック・無糖FULLBODY → UCCブラック・無糖RICH
当初はUCCブラック・無糖FULLBODY（フルボディ）だったが、2021年のリニューアルの際にUCCブラック・無糖RICH（リッチ）へと改称した。275gボトル缶と375gボトル缶の設定。185g無糖と比べてコクを深くしている。
FULLBODYからRICHへ改称した際、業者の自販機入れ間違い防止の観点から、275gと375gで箱の色を反転した。

## UCCカフェブルーノ・無糖 → UCC THE CLEAR 無糖MILK → UCC THE COFFEE 砂糖0（ゼロ）
2009年5月にUCCブラック・無糖のミルク入りブレンドコーヒー版として販売開始。UCCブラック・無糖同様、コーヒー豆を厳選しており、牛乳以外の乳製品、および甘味料・香料等を一切使用していないのが特徴である。ちなみに100mlあたりのカロリーは9kcal。
2010年3月29日に最初のリニューアルを実施し、これに伴い商品名をUCC THE CLEAR 無糖MILKに改名。100mlあたりのカロリーを8kcalに変更し、更に同年9月にはラベルデザインをリニューアルし、UCC THE CLEARに改められた。これは一連の無糖系のミルク入りブレンドコーヒーとしては非常に低い数値となっている。なお、ラインアップはUCCカフェブルーノ・無糖と同じく190g缶のみとなる。
2011年11月7日に2度目のリニューアルを実施し、牛乳およびクリーム等の乳成分、およびコーヒー豆等の使用料を各1.5倍に増量（当社比）。ラインアップに関しては当初270gのリキャップ缶のみのラインアップだったが2012年3月下旬に185g缶が追加された。100mlあたりのカロリーは12kcal。
2012年10月1日に3度目のリニューアルを実施し、これに伴い商品名をUCC THE COFFEE 砂糖0に改名。厳選したコーヒー豆が既存品に対し、1.2倍（当社比）の量が使用されている。また、ミルク分に関しては、牛乳、濃縮乳、生クリーム（北海道産）を厳選。従来品に対し濃厚でコク深い味わいを実現した。ラインアップは270gのリキャップ缶のみ。100mlあたりのカロリーは19kcal。
2013年4月22日に4度目のリニューアルを実施し、単一の産地コーヒー（シングルオリジン）の風味特長を最大限に引き出す「単品焙煎製法」が新たに用いられ、その抽出に同社独自の「ダブル抽出製法」を採用するとともに、コーヒーの抽出に適した良質な中間硬水「鈴鹿山系の天然水」を新たに使用。北海道産生クリームの使用比率が若干高められ、従来品に対し充実感のあるリッチな味わいを実現した。
製品ラインアップ
- UCCカフェブルーノ・無糖
  - 190g（レギュラーサイズ）
- UCC THE CLEAR 無糖MILK 
  - 190g（レギュラーサイズ、リニューアル前）
  - 270g（リキャップ缶、リニューアル後）
  - 185g（レギュラーサイズ、リニューアル後）
- UCC THE COFFEE 砂糖0
  - 270g（リキャップ缶）
  - 185g（レギュラーサイズ、リニューアル前のみ）

## UCC THE CLEAR 砂糖ゼロ → UCC THE COFFEE 微糖ミルク
2011年5月23日にUCC THE CLEARのミルク・（砂糖以外の）甘味料入りブレンドコーヒー版として販売開始。その名の通り砂糖を一切使用しない代わりにアセスルファムKなどの人工甘味料で甘さを補っている（実質的には超微糖タイプ扱い）。さらに、牛乳、濃縮乳、クリームを厳選使用し、ミルク感を高め、充実感のあるコクを実現している。なお100mlあたりのカロリーは15kcal。先述の通りUCC THE CLEAR 無糖MILKに185g缶が追加されたのに伴い2012年3月を以って販売を終了したが、2012年10月1日に商品名をUCC THE COFFEE 微糖ミルクに改名し、更に185gのレギュラー缶から270gのリキャップ缶に変更し、事実上の復活を果たした。 
製品ラインアップ
- UCC THE CLEAR 砂糖ゼロ 
  - 185g（レギュラーサイズ）
- UCC THE COFFEE 微糖ミルク 
  - 270g（リキャップ缶）

## UCC THE COFFEE 微糖
2012年10月1日にUCC THE COFFEE 砂糖0、およびUCC THE COFFEE 微糖ミルクと同時発売。UCC THE COFFEEシリーズとしては唯一のミルク不使用となる商品。
製品ラインアップ
- UCC THE COFFEE 微糖 
  - 270g（リキャップ缶）